# NGC 3259
NGC 3259 (другие обозначения — UGC 5717, MCG 11-13-27, ZWG 313.21, IRAS10291+6517, PGC 31145) — спиральная галактика в созвездии Большой Медведицы. Открыта Уильямом Гершелем в 1791 году.
Галактика является источником мягкого рентгеновского излучения, которое наблюдалось с помощью космического телескопа ROSAT. Одновременно обладает активным ядром и центральным звёздным скоплением, причём физические свойства последнего, такие, как масса и возраст, малоопределёны: наблюдаемые параметры плохо описываются как моделью, где межзвёздное покраснение отсутствует, так и моделью, где оно есть.
Этот объект входит в число перечисленных в оригинальной редакции «Нового общего каталога».